# Datově citlivé řazení
Datově citlivé řazení je řadicí algoritmus  za podmínky, že množství již seřazených prvků ovlivňuje počet kroků, které musí algoritmus udělat k seřazení celé posloupnosti. Těmto algoritmům se také říká přirozené algoritmy řazení.
Jinými slovy - jestliže jsou vstupní data seřazena či částečně seřazena, tak průchod řadicím algoritmem je rychlejší než průchod neseřazenou vstupní posloupností.

## Rozdělení

### Datově citlivé řazení
Ukázkou datově citlivého řazení je například koktejlové řazení. Ten prochází vstupní množinu tak dlouho, dokud v každém průchodu prohodí alespoň jednu dvojici prvků. Tudíž pokud je vstupní posloupnost již seřazena, tak ji projde pouze jednou. Oproti tomu pokud je posloupnost seřazena opačně, tak musí algoritmus provést {\displaystyle n} průchodů. Datově citlivými algoritmy řazení jsou:
- bublinkové řazení
- řazení vkládáním
- řazení slučováním
- Shellovo řazení.

### Datově necitlivé řazení
Datově necitlivé algoritmy řazení se chovají opačně. Přestože dostanou na vstup již seřazenou posloupnost, tak provedou stejný počet kroků, jako při jakékoliv jiné permutaci prvků v posloupnosti. Takovými algoritmy řazení jsou:
- řazení haldou
- rychlé řazení
- řazení výběrem.